# Zilla (género)
Zilla es uno de los más antiguos géneros de la familia Brassicaceae, 
con 10 especies descritas que crecen en un extremo del desierto de Arabia. Son pequeñas plantas herbáceas desnudas de hojas, azulada cerosa perenne o caduca. Sus flores son de color violeta y en años lluviosos la especie Zilla spinosa forma manchas violetas en el desierto.

## Taxonomía
El género fue descrito por Richard Thomas Lowe y publicado en Flora Aegyptiaco-Arabica 121. 1775.

## Especies
- Zilla macroptera Coss.
- Zilla spinosa (L.) Prantl